# Ralf Geisenhanslüke
Ralf Geisenhanslüke (* 26. Juni 1960) ist ein deutscher Journalist und Unternehmensberater.

## Beruf
Seine Laufbahn als Journalist begann Ralf Geisenhanslüke bei der Tageszeitung Die Glocke in Oelde. Er war dort zuletzt stellvertretender Chefredakteur, bevor er zum Jahresbeginn 2008 zur Schwäbischen Zeitung nach Ravensburg wechselte. Dort war er über drei Jahre als Chefredakteur tätig.
Vom 5. September 2011 bis zum Jahreswechsel 2023/24 war Geisenhanslüke Chefredakteur der Neuen Osnabrücker Zeitung. Seit Januar 2024 arbeitet er als „Partner Journalismus & Redaktion“ bei der Tübinger Unternehmensberatung XI-Consulting GmbH.

## Privates
Ralf Geisenhanslüke ist verheiratet und hat zwei Kinder. Sein Sohn Mario Geisenhanslüke (* 10. März 1991) ist ebenfalls Journalist. Er arbeitet als „stellvertretender Chefredakteur Content Development“ bei der VRM.